# San José (Quebradillas)
San José es un barrio ubicado en el municipio de Quebradillas en el estado libre asociado de Puerto Rico. En el Censo de 2010 tenía una población de 2986 habitantes y una densidad poblacional de 470,57 personas por km².

## Geografía
San José se encuentra ubicado en las coordenadas 18°28′46″N 66°55′5″O / 18.47944, -66.91806. Según la Oficina del Censo de los Estados Unidos, San José tiene una superficie total de 6.35 km², de la cual 5.26 km² corresponden a tierra firme y (17.06%) 1.08 km² es agua.

## Demografía
Según el censo de 2010, había 2986 personas residiendo en San José. La densidad de población era de 470,57 hab./km². De los 2986 habitantes, San José estaba compuesto por el 88.01% blancos, el 4.82% eran afroamericanos, el 0.1% eran amerindios, el 0.07% eran asiáticos, el 4.05% eran de otras razas y el 2.95% pertenecían a dos o más razas. Del total de la población el 98.93% eran hispanos o latinos de cualquier raza.